# Plesiobuthus paradoxus
Genre
Espèce
Plesiobuthus paradoxus, unique représentant du genre Plesiobuthus, est une espèce de scorpions de la famille des Buthidae.

## Distribution
Cette espèce est endémique du  Baloutchistan au Pakistan,.

## Description
La femelle holotype mesure 56 mm.
Le mâle décrit par Capes et Fet en 2001 mesure 49,4 mm.

## Publication originale
- Pocock, 1900 : « Arachnida. » The fauna of British India, including Ceylon and Burma, London, Taylor and Francis, p. 1-279 (texte intégral).